# Jan Melichar
Jan Melichar (* 6. dubna 1934 Olomouc) je brněnský architekt, člen Obce Architektů ČR, žije a pracuje v Brně.

## Život
Po absolvování olomouckého gymnázia se závěrečnou maturitní zkouškou v roce 1953 byl přijat na VUT – Fakultu architektury a pozemního stavitelství VUT v Brně. Studia pod pedagogickým působením profesorů B. Fuchse, B. Rozehnala a A. Kuriala ukončil státní závěrečnou zkouškou s promocí v roce 1959. V témže roce nastoupil do Potravinoprojektu Brno a v červnu 1960 delimitací přešel do nově vzniklého Státního projektového ústavu obchodu (SPÚO) v Brně, který se zabýval projekcí staveb pro cestovní ruch (hotely, ubytovny, stravování) a pro obchod (obchodní domy a supermarkety) a logistickými centry (skladové základny). Jako začínající architekt zde působil pod vedením architektů J. Brichty, J. Hlavsy, Z. Řiháka a J. Sirotka. Prošel všemi pracovními funkcemi až po vedoucího architektonicko-stavební skupiny a hlavního inženýra projektu. Tento podnik byl v roce 1992 zrušen.
Mimo práce pro svého zaměstnavatele zpracovával pro Brněnské veletrhy a výstavy (BVV) projekty zahraničních a tuzemských výstavních expozic a prostřednictvím agentury DÍLO projekty rekonstrukcí a interiérů.
V roce 1990 založil svůj vlastní projektový ateliér AID Kontakt se sídlem v Brně, který vede dodnes.
Kromě projektové práce byl příležitostně oponentem při státních závěrečných zkouškách na Fakultě architektury VUT v Brně a pět semestrů externím pedagogem Fakulty architektury ČVUT Praha. Pro UNISTAV, a.s. Brno krátký čas vykonával koordinátora výstavby obchodního centra IKEA v Brně a pro Hebel, s.r.o. technického poradce při styku se stavebními dodavateli. V tomto období začal také spolupracovat s projektovou organizací VPÚ DECO Brno, pro kterou zpracovával studie, výchozí dokumentace a prováděl konzultační činnost realizačních projektů a jejich realizaci.
Je členem spolku Obec architektů, kde zastával v různých volebních obdobích funkci místopředsedy, posléze předsedy a předsedy Dozorčí rady spolku. Pod č. 0009692 je u ČKAIT autorizován v oboru pozemní stavby a dále je členem Českého svazu stavebních inženýrů (ČSSI). V roce 2018 obdržel Cenu Jože Plečnika za zásluhy o českou architekturu.

## Některé realizace staveb (realizovaná autorská díla)
- obchodní domy PRIOR a obchodní střediska v Karviné, Olomouci, Trenčíně, Bánské Bystrici, Moravské Třebové a Velké Bíteši
- přestavba a dostavba obchodního domu TESCO /PRIOR/ Brno
- Logistické centrum v Spišské Nové Vsi
- Rodinné domy Palackého vrch Brno
- Střední škola F. D. Roosevelta Brno
- Hotel ve vojenském újezdu Bechyně /spol. A. Řičánek/
- Velkosklad obuvi Zlín
- Interiéry cestovních kanceláří ČEDOK Praha-Rytířská, Olomouc, Bratislava, Ostrava, K. Vary, Kadaň, Sokolov a Č. Budějovice /spol. E. Bubláková, D. Hráčková/
- Boutique Pliska Brno /spol. E. Bubláková, D. Hráčková/
- Rekonstrukce a dostavba Školského úřadu Brno – město
- Humanizace centra obce Sivice u Brna
- Strojírenské veletrhy Brno – expozice Zemědělských strojů

## Některé projekty, studie, soutěže:
- Obchodní domy Trnava, Pieštany
- Obchodní středisko Havlíčkův Brod
- Hotely Hodonín, Bučovice
- Regulační plán voj. újezdu Bechyně /spol. A. Řičánek/
- Dům služeb Brno – Kozí /spol. prof. B. Fuchs/
- Dům seniorů Znojmo
- Mlýny na mouku s obytnou zónou – Alžír
- Mlýny na krmivo s obytnou zónou – Alžír
- Obchodně admin. centrum BVV Brno /spol. E. Bubláková/
- Regulační plán výstaviště BVV Brno /spol. P. Haiman/
- Centrum Velké Pavlovice /spol. Z. Toman/
- Střešní nástavby a vestavby BD Jevany – Bohumil
- Památník Holocaustu Brno /spol. J. Melichar jr./
- Regionální centrum Brno – jih /spol. Z. Řihák/

## Poroty, články, recenze:
Člen jury soutěže:
- Best of Reality-nejlepší z realit (2001 a 2005)
- Dřevostavba roku (2012, 2013, 2015, 2016 a 2018–2022)
- Nejlepší expozice při Veletrzích Terinvest (2001–2006)
- Obytná zóna Hanspaulka, Praha (2001)
- Stavba roku Slovenska (2004 a 2006)

Články:
Kolokvium Rodinné bydlení v zemích V4 Bratislava (2007)
IN SERVIS: Nejzajímavější úkol v architektuře je rodinný dům – je to stavba šitá na míru (2008)

Typizační směrnice pro projektování Velkoprodejen Potravin II. s prodejní plochou 700 m² se samoobsluhou (1980)